# كانغ كيك إيو
كانغ كيك إيو (الاسم الحركي: الرفيق دوتش)، (17 نوفمبر 1942 - 2 سبتمبر 2020)، هو مجرم حرب كمبودي وزعيم في حركة الخمير الحمر، التي حكمت كمبوتشيا الديمقراطية من 1975 إلى 1979. بصفته رئيس فرع الأمن الداخلي للحكومة (سانتيبال)، أشرف على معسكر سجن توول سلينغ (S-21) حيث تم احتجاز الآلاف للاستجواب والتعذيب، وبعد ذلك تم إعدام الغالبية العظمى من هؤلاء السجناء في نهاية المطاف.
توفي في 2 سبتمبر 2020، عن عمر ناهز 77 عامًا في مستشفى في بنوم بنه.

## صور

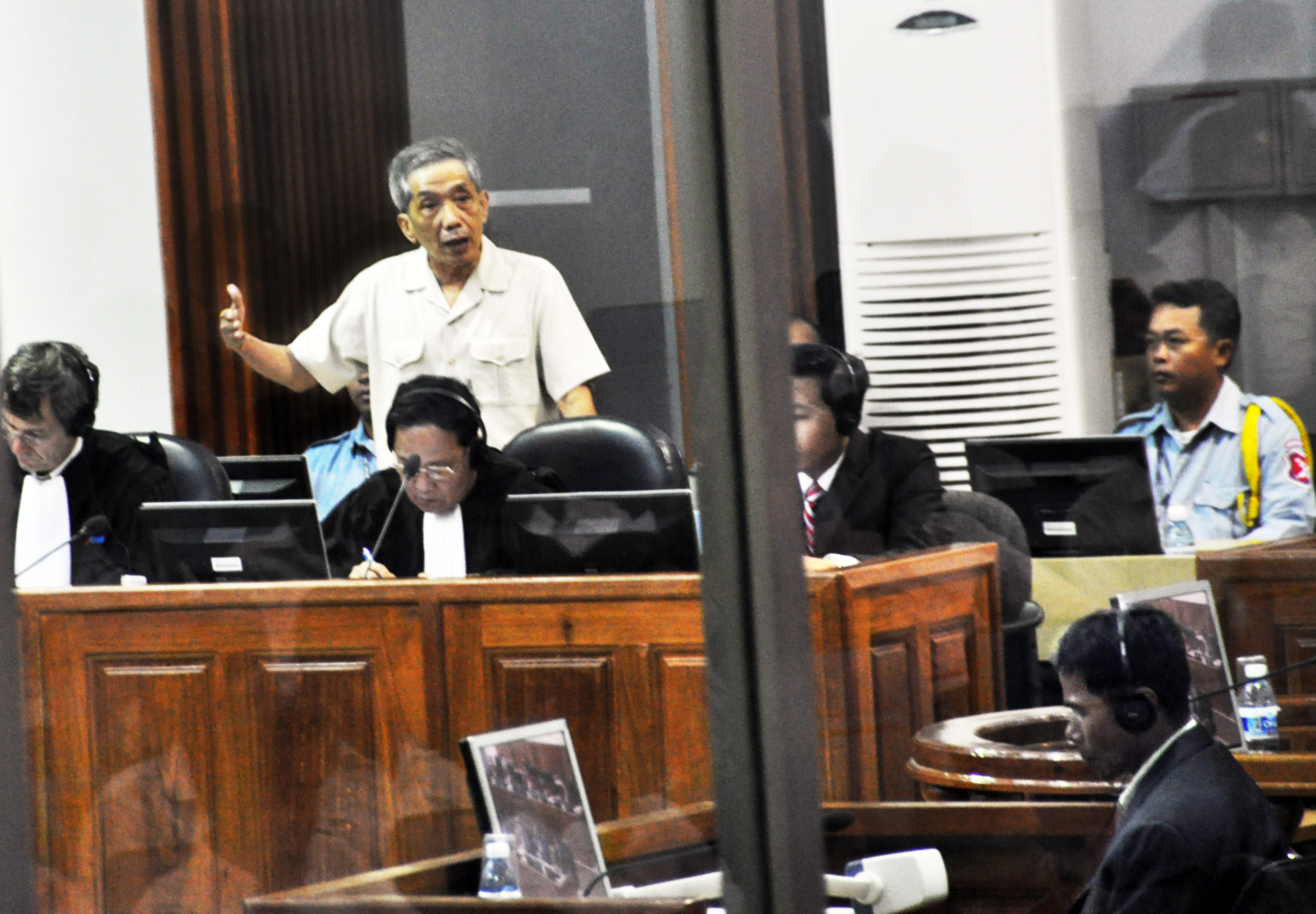
كانغ أمام المحكمة في كمبوديا في 20 يوليو 2009. كان يرد على الشهادة التي أدلى بها مرؤوسه السابق هو هوي الذي كان حارس سجن الخمير الحمر.

## روابط خارجية
- معلومات القضية في الدوائر الاستثنائية في محاكم كمبوديا
  - الحكم الأصلي
  - استئناف الحكم نسخة محفوظة 11 مايو 2017 على موقع واي باك مشين.
- «مخلصي، قاتلهم» مقالة في نيويورك تايمز بقلم فرانسوا بيزوت   - سجين (فرنسي) سابق في دوتش
- 1999 مقال بي بي سي عن القبض على دوتش
- مراجعة قصيرة لكتاب نيك دنلوب عن دوتش   - الجلاد المفقود
- محادثات تكنولوجيا المعلومات: مقابلة مع Nic Dunlop Podcast مع المصور الصحفي Nic Dunlop ، حيث يناقش كيف وجد Kang Kek Iew
- الخبرة: لقد تعقبت رجلاً قتل 14000 شخص يتحدث نيك دنلوب عن تعقب دوتش
- مقال في مجلة The Killer and the Pastor Time حول تحول Duch إلى المسيحية
- صور سجن S-21 صور أصلية من سجن Tuol Sleng / S-21